# Ventilador
Le ventilador ("ventilateur" en espagnol) est une façon de gratter la guitare espagnole  popularisée par le chanteur Peret qui consiste à taper la guitare avec la main droite alors qu'on en gratte les cordes. Le ventilador est le rythme utilisé dans la rumba catalane.